# Suturatrice meccanica
Le suturatrici meccaniche (Staplers) sono strumenti in grado di effettuare in modo automatico le suture e le anastomosi chirurgiche.

## Storia
Scopo di una sutura o di un'anastomosi è quello di garantire la sintesi ottimale dei tessuti; richiede soprattutto capacità tecnica ed esperienza ma anche l'utilizzo di materiali idonei. Nel corso dei secoli la scoperta di sempre nuovi materiali di sintesi ha permesso l'evoluzione di molte tecniche operatorie ma non di rado è accaduto che fossero queste ultime a stimolare la ricerca dei primi. Molti grandi chirurghi, ancor prima che le scoperte dell'anestesia da parte di Wells e Morton e dell'antisepsi da parte di Semmelweis e Lister segnassero la nascita della chirurgia moderna permettendo l'accesso di elezione all'addome ed al torace, avevano già messo a punto molti interventi sugli organi interni inventandosi strumenti particolari ed originali che li aiutassero nelle manovre più difficoltose o impegnative. 
- Per rendere più agevoli e fattibili alcune suture tecnicamente difficili se non impossibili per posizione anatomica, come sull'esofago o sul retto basso.
- Per rendere più sicure quelle messe a rischio dalla setticità del sito chirurgico o del contenuto di alcuni organi cavi come l'intestino.

Con l'intento che le loro tecniche, sperimentate e codificate, diventassero patrimonio comune e potessero essere utilizzate dalla maggior parte dei chirurghi ai quali comunque era richiesta quella perizia manuale che, come testimonia l'etimologia stessa del termine (gr. Cheir, mano ed ergon, lavoro: cheirergon, colui che lavora con le mani) veniva considerato l'aspetto peculiare della professione.
Certamente l'esito di un intervento è in buona parte legato all'abilità dell'operatore, ma il fattore umano, tra gli altri, pone un problema pratico ed etico. Crea infatti "categorie di merito" basate su giudizi spesso opinabili, che ingenerano nel paziente confusione e dubbio rispetto alla "bravura" del chirurgo al quale sta per affidare la propria vita e che nella maggior parte dei casi non ha avuto possibilità di scegliersi. Non sorprende quindi che da sempre si sia cercato di ridimensionare questo aspetto cercando di limitare l'influenza delle capacità individuali sull'esito dell'intervento, con l'adozione di protocolli e procedure standardizzate, meglio se meccaniche e quindi automatiche. Sorprende ancor meno che tale motivazione sia stata alla base della nascita nella Mosca sovietica degli anni '50 di uno Scientific Research Institute of Experimental Surgical Apparatus and Instruments nel quale si cominciarono a studiare e fabbricare strumenti per sutura automatica che potessero essere impiegati da ogni chirurgo anche del più lontano ospedale dello sterminato territorio sovietico così da garantire a tutti un analogo adeguato livello di assistenza.
In realtà l'esigenza di creare meccanismi automatici di sutura era nata ben prima. Deve essere ricordato il curioso e geniale metodo ideato da Abulcasis nel X secolo che utilizzava per le suture intestinali le mandibole di particolari formiche decapitate dopo che avevano azzannato i tessuti o la sutura originale ideata da Beranger-Feraud capo della sanità nella marina francese napoleonica.
O ancora quella di J.B. Murphy che, nel 1892 ideava un bottone metallico per suture intestinali che sarà ripreso quasi un secolo dopo nella concezione del Valtrac, un anello biodegradabile utilizzato a questo scopo.
Ma il metodo di sutura meccanica intesa come procedimento capace di mettere dei punti automaticamente nasce agli inizi del XX secolo. Merita di essere citato il primo apparecchio messo a punto a Budapest da Humer Hultl e presentato al II congresso della Società Ungherese di Chirurgia nel 1908. Impiegato nella resezione gastrica è in grado di apporre quattro file di punti metallici che fissando ermeticamente la parete anteriore a quella posteriore dello stomaco consentono di asportarne una porzione senza sanguinamento e spandimento del contenuto. Ha dei notevoli inconvenienti perché ingombrante, poco maneggevole e pesante oltre i 3500 grammi, ma soprattutto perché richiede alcune ore solo per essere assemblato e ciò ne condiziona l'impiego così che verrà utilizzato soltanto in una cinquantina di casi.
Nel 1921 Aladar von Petz presenta all'VIII congresso della Società Ungherese di Chirurgia un nuovo strumento molto rinnovato tecnicamente, più leggero e pratico e in grado di essere montato rapidamente.
Lo stesso Hultl, presente alla seduta, ha modo di visionare il nuovo apparecchio, che proverà sulla sua borsa di cuoio,  ammettendone la superiorità rispetto al suo, tanto che deciderà di sospenderne immediatamente la produzione. Ma von Petz dovrà attendere ancora due anni prima che una ditta tedesca si assuma il rischio di produrre in modo industriale la sua invenzione che sarà presentata con il marchio Aesculap. Il successo di questa suturatrice sarà enorme e presto il suo impiego si diffonderà nelle sale operatorie di tutto il mondo stimolando ulteriori ricerche e miglioramenti.  Nel 1934 il tedesco H. Friedrick inventerà le cartucce intercambiabili che agevoleranno la ricarica dei punti metallici e alleggerirà lo strumento dotandolo di un'impugnatura rimovibile. Ulteriori modifiche saranno apportate tra gli altri da M. Tomada nel 1937 e da K. Nakayama nel 1954.
L'impiego delle suturatrici nella prima metà del XX secolo è molto diffuso anche se limitatamente alla chirurgia gastrica e intestinale. Nel 1946 il sovietico V. F. Gudov brevetta un nuovo apparecchio. Questa data segna un momento importante nella storia delle suturatrici non solo perché per la prima volta ne viene presentata una destinata ad un utilizzo diverso, vascolare, ma perché fissa l'inizio di quell'attività di ricerca della scuola sovietica che si concretizzerà con la nascita nel 1951 dello  Scientific Research Institute of Experimental Surgical Apparatus and Instruments dove avverrà la messa a punto definitiva di questi strumenti.
P. I. Androsov, e quindi Belkin e Kalinina inventeranno apparecchi di nuova concezione in grado di suturare con clip metalliche ma anche di tagliare contemporaneamente. J. J. Gristman pubblicherà uno studio sull'impiego delle suturatrici in chirurgia gastrica segnalando un impressionante calo di mortalità intra e post operatoria, dal 10,4 al 3,6%, tempi tecnici dimezzati, diminuzione della percentuale di deiscenza delle suture meccaniche rispetto a quelle manuali dal 20-25 al 5-10%.
Sono risultati veramente straordinari ma vengono accolti tiepidamente e con scetticismo. Forse perché si è in piena Guerra Fredda tra USA e URSS e l'osmosi delle informazioni è limitata o forse perché l'occidente non vuole riconoscere la superiorità dell'industria sovietica in questo campo o forse perché psicologicamente il chirurgo rifiuta di rinunciare a quell'esercizio di virtuosismo che considera la sutura fatta a mano e che rivendica quale connotato qualificante della propria arte.
Nel 1960 T. V. Kalinina presenta la prima suturatrice circolare capace di realizzare un'anastomosi termino-terminale. È un apparecchio che rivoluziona l'approccio ad alcuni interventi difficili come le resezioni esofagee o quelle del retto basso in cui le anastomosi risultano problematiche. Ne esistono due modelli, il PKS 25 (per l'esofago) e il PKS 28 (per il colon) che ricordano nella forma un rettoscopio rigido. I due apparecchi saranno poi unificati nel modello SPTU dotato di cilindri interscambiabili di diverse dimensioni. 
È una suturatrice innovativa nella concezione e straordinariamente valida nella pratica pur presentando alcuni limiti: è ingombrante e pesante, è rettilinea e quindi mal posizionabile in alcune distretti addominali, è difficile da smontare e quindi da pulire e sterilizzare. Inoltre "spara" una sola fila di agrafes per cui la sutura va rinforzata con un secondo strato di punti messi a mano sulla sierosa viscerale. A questo modello seguono altre suturatici come la YKG 8 per le suture gastriche, la YTL 70 e 100  per suture enteriche e polmonari oltre che gastriche, la NGKA 60 per anastomosi gastro-enteriche ed entero-enteriche. Nel frattempo molti chirurghi europei ed americani, attratti dalle notizie che giungono da oltrecortina, chiedono di visitare l'Istituto moscovita e hanno la possibilità di rendersi conto di persona dell'importanza di questa tecnologia che aiutano a esportare nei loro paesi. In Italia il chirurgo messinese Giulio Santoro utilizza per la prima volta nel 1964 la suturatrice K.58 di Androsov, di cui aveva appreso l'utilizzo a Mosca e aveva contribuito alla sua diffusione in Italia anche mediante un ciclo di conferenze organizzato a Roma presso la clinica del Prof. Valdoni.
Nel 1970 V. I. Kolesov accreditato per la prima rivascolarizzazione coronarica con LIMA, è il primo (e ad oggi forse ancora l'unico) chirurgo ad avere clinicamente utilizzato una microsuturatrice vascolare coronarica da lui ideata, di cui E. V. Kolesov ha dimostrato sperimentalmente nel laboratorio del servizio di Cardiochirurgia dell'Ospedale Broussais a Parigi nell'autunno del 1996, una modifica per ottenere il temporaneo accoppiamento dei monconi vascolari alle due parti della suturatrice. 

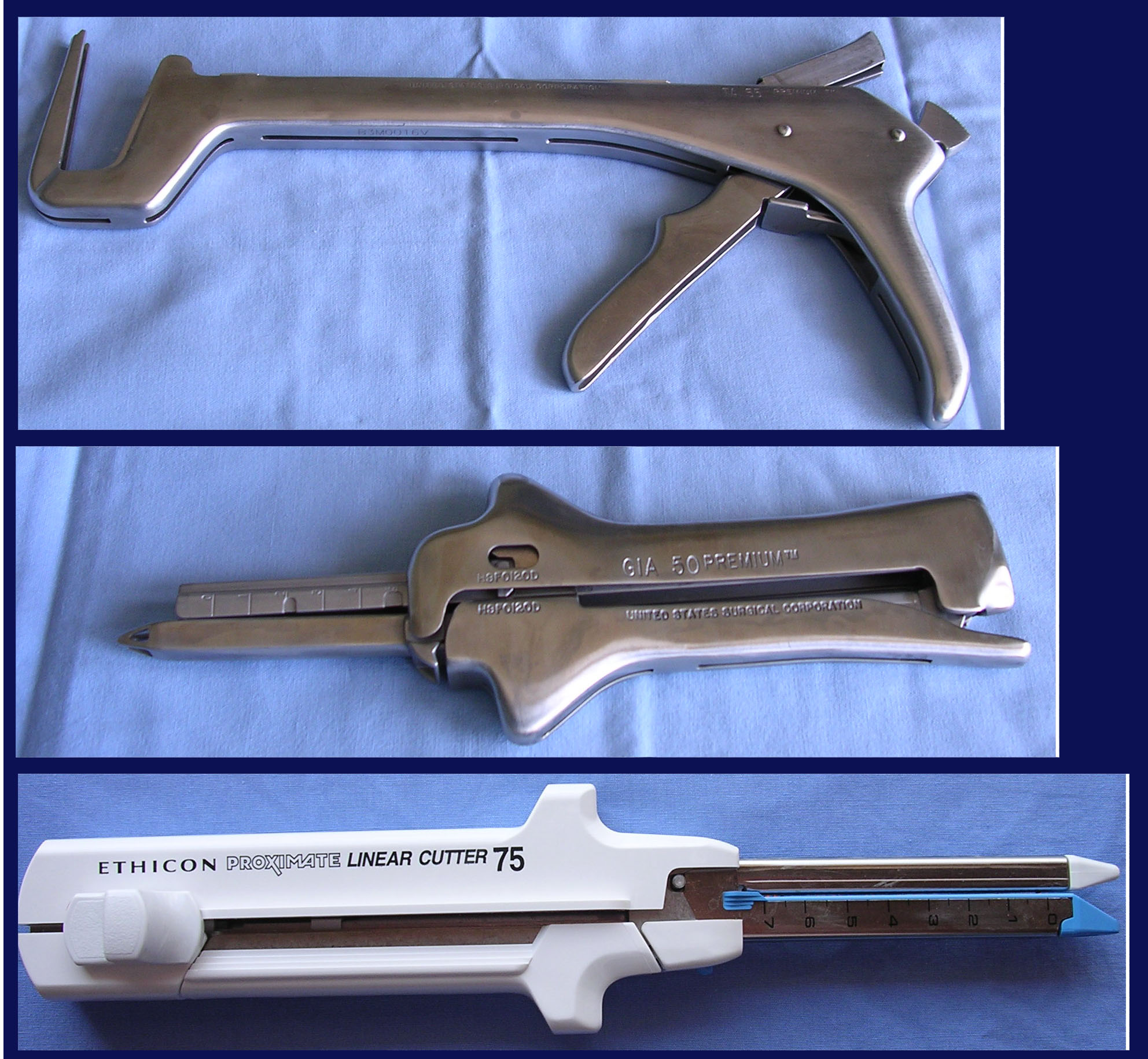
- TA metallica risterilizzabile *GIA metallica risterilizzabile *GIA disposable

Così giunge il momento in cui scendono in campo le tecnologie e soprattutto le strategie di mercato delle grandi multinazionali statunitensi.  Nel 1966 sorge negli USA la U.S. Surgical Corporation Autosuture Company  e poi la ETHICON Johnson & Johnson. Entrambe finalizzate allo studio e alla produzione su larga scala di staplers, queste aziende inizialmente sfruttano la grande esperienza sovietica, ma in breve tempo, per le richieste di un mercato globalizzato e per le aspettative venutesi a creare nella comunità scientifica, vanno ben oltre costruendo suturatrici che con le loro progenitrici hanno in comune soltanto il principio. Molto leggere per le particolari leghe impiegate sono soprattutto più sicure e semplici da usare. Nascono le nuove sigle con le quali diventeranno sempre più note: EEA, GIA, TA  equivalenti delle PKS, delle NGKA, delle YTL sovietiche. Sono apparecchi adatti a tutte le chirurgie, facilmente sterilizzabili e quindi riutilizzabili infinite volte anche perché sfruttano set intercambiabili di cartucce con agrafes già montate.

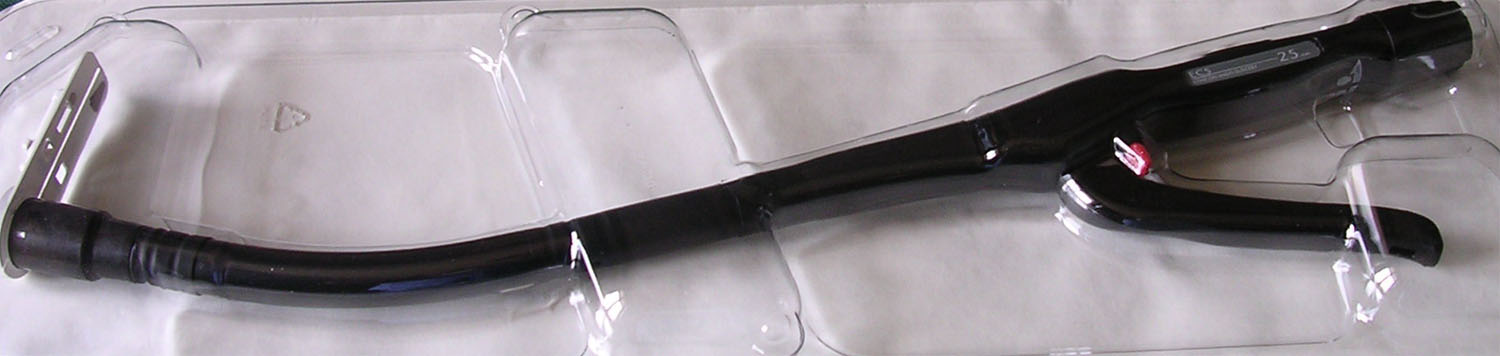
Stapler circolare di ultima generazione

Il continuo progresso delle ricerche in questo campo consentirà infine con l'utilizzo della plastica al posto dei più costosi metalli di produrre apparecchi disposable (usa e getta) ancora più pratici, di dimensioni e calibri diversi adatti alle varie situazioni anatomiche, di costo relativamente più contenuto. La progressiva miniaturizzazione degli apparecchi ha contribuito in modo rilevante alla forte crescita delle chirurgie mini-invasive e robotiche che rappresentano, molto probabilmente, la chirurgia del futuro.
Mentre i dispositivi per anastomosi circolare end-to-end del tubo digerente sono ampiamente utilizzati, nonostante ricerche intensive le suturatrici circolari per anastomosi vascolare non hanno ancora avuto un impatto significativo sulla tecnica di sutura manuale standard (Carrel). Infatti oltre alle diverse modalità di accoppiamento dei monconi vascolari (eversi) rispetto a quelle dei monconi digestivi (introversi), la principale ragione di questa lacuna potrebbe essere che, in particolare per i piccoli vasi, la manualità e la precisione richieste per il posizionamento sui due monconi vascolari e l’azionamento di qualsiasi dispositivo adatto a questo uso non possono essere significativamente inferiori a quelle necessarie per eseguire la sutura mano standard, rendendo quindi di scarsa utilità pratica l'uso di qualsiasi dispositivo. 

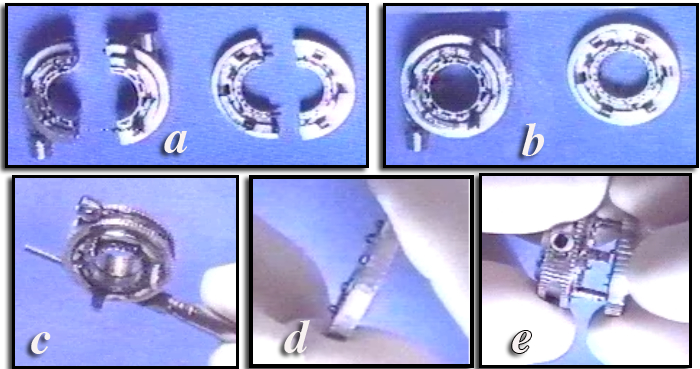
Suturatrice meccanica vascolare per ridurre l'ischemia calda nel trapianto di organi. Con questo modello, ciascuna estremità della suturatrice può essere montata su donatore e ricevente da squadre chirurgiche indipendenti senza attenzione per l'orientamento reciproco, essendo la massima torsione dell'asse vascolare possibile ≤60 °. L'attivazione del filo guida è collegata immediatamente prima dell’azionamento. La sutura continua monofilamento in polipropilene che mantiene in posizione i monconi vascolari viene sezionata e rimossa dopo l’azionamento della suturatrice consentendone la rimozione

Un'eccezione a ciò può tuttavia essere il trapianto di organi in cui queste due fasi, il posizionamento del dispositivo sui monconi vascolari ed il suo azionamento, possono essere eseguite in tempi diversi, da diversi team chirurgici, in condizioni di sicurezza. Il tempo richiesto per il posizionamento della suturatrice sui monconi vascolari infatti non interferisce con la conservazione l'organo del donatore. A questo scopo un nuovo dispositivo per anastomosi vascolari è stato ideato, realizzato in prototipi e utilizzato con risultato soddisfacenti nel trapianto polmonare sperimentale 
La metà del dispositivo per il donatore viene montato in condizioni di ischemia fredda nella fase tra prelievo e trasporto dell’organo dal donatore al ricevente; sul ricevente l’altra metà del dispositivo viene montato dopo la rimozione dell'organo nativo. Lo scopo primario del dispositivo è quello di rendere il più breve possibile la fase dell'ischemia calda, pericolosa dell'organo donatore, che può essere contenuta nel paio di minuti o meno necessari solo per collegare le estremità del dispositivo e azionare la suturatrice.

## Suturatrici meccaniche: vantaggi
I primi apparecchi sovietici, al di là del merito grandissimo di aver precorso i tempi, avevano numerosi limiti perché esclusivamente occludenti, perché avevano una sola fila di agrafes che andavano caricate a mano, perché ingombranti e quindi difficili da pulire e sterilizzare.  Assicuravano suture estroflettenti o introflettenti a seconda di come venivano posizionati ma necessitavano di un'ulteriore sutura (siero-sierosa) di rinforzo fatta a mano. Poi la fila di agrafes fu raddoppiata ed il meccanismo fu integrato con una lama tagliente che consentiva di praticare contemporaneamente la sezione e la sintesi dei tessuti e di confezionare anastomosi tecnicamente perfette, ma gli altri difetti restavano. Le stapler americane hanno eliminato tutti gli inconvenienti ed hanno migliorato lo standard di qualità. 
Oggi la sutura meccanica ha preso definitivamente il posto di quella manuale. Se infatti da un lato comporta dei costi piuttosto elevati dall'altro offre dei vantaggi che la rendono insostituibile:
- assicura punti calibrati ed equidistanti
- permette un'emostasi perfetta. Ottenuta con la sfalsatura delle due file di agrafes che contemporaneamente evita anche l'effetto ischemizzante del punto
- garantisce la tenuta perfetta della sutura così da evitare il minimo spandimento del contenuto intestinale e quindi l'infezione del sito.
- abbrevia in modo significativo i tempi dell'intervento
- limita al minimo i danni arrecati ai parenchimi sia per il minore trauma esercitato su di essi che per la massima tolleranza biologica nei confronti di punti metallici, quindi inerti
- dà la possibilità di confezionare suture in posizioni e su organi difficilmente raggiungibili manualmente

## Suturatrici meccaniche: modelli

### T. A.
Thoracic – Abdominal – instrument. È una suturatrice lineare esclusivamente occludente adoperata inizialmente in chirurgia gastrica e intestinale per chiudere il moncone gastrico o quello duodenale (intervento di Billroth II) o per asportare dei diverticoli o per suturare particolari perforazioni intestinali e quindi passata all'utilizzo in chirurgia polmonare e cardiaca. È fornita in varie misure, 30, 55, 90 e con cartucce di agrafes a spessore variabile da 1 a 2 mm, in confezioni di colore diverso perché siano facilmente riconoscibili.

### G.I.A.
Gastro – Intestinal – instrument. È una suturatrice lineare capace di sezionare e suturare contemporaneamente. Molto usata per queste sue caratteristiche nella confezione delle anastomosi in particolare latero-laterali e nella sezione di segmenti intestinali. Anche questo strumento è fornito in misure diverse con cartucce intercambiabili di agrafes a chiusura variabile.

### E.E.A.
End to End Anastomosis – instrument. È una suturatrice circolare' particolarmente adatta alle anastomosi "difficili" come quelle sull'esofago o sul retto basso. In quest'ultimo caso lo strumento viene introdotto attraverso l'ano. Fornita in vari modelli, retti e curvi, con caricatori di diametro diverso così che possano essere adattati al calibro variabile dei vari segmenti intestinali. 

### ASP 50
Tyco Purstring. Serve per confezionare suture a "borsa di tabacco" 

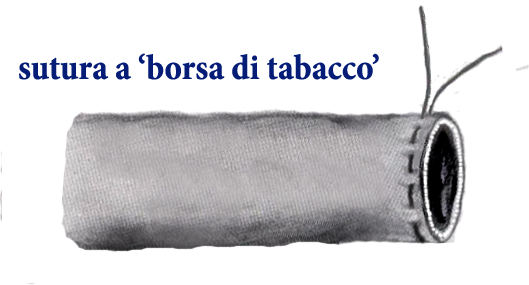
Sutura a "borsa di tabacco", manuale

### DFS
Single Use Fascia Stapler Autosuture. Per suturare la fascia.

### SFS
Reusable Skin Stapler Autosuture. Per suturare la cute.

### Proximate
Px Skin Stapler Ethicon. Per suturare la cute.

## Suturatrice EEA: meccanismo e funzionamento
La EEA è una delle suturatrici più usate per eseguire le anastomosi intestinali. Nel dettaglio si compone di:

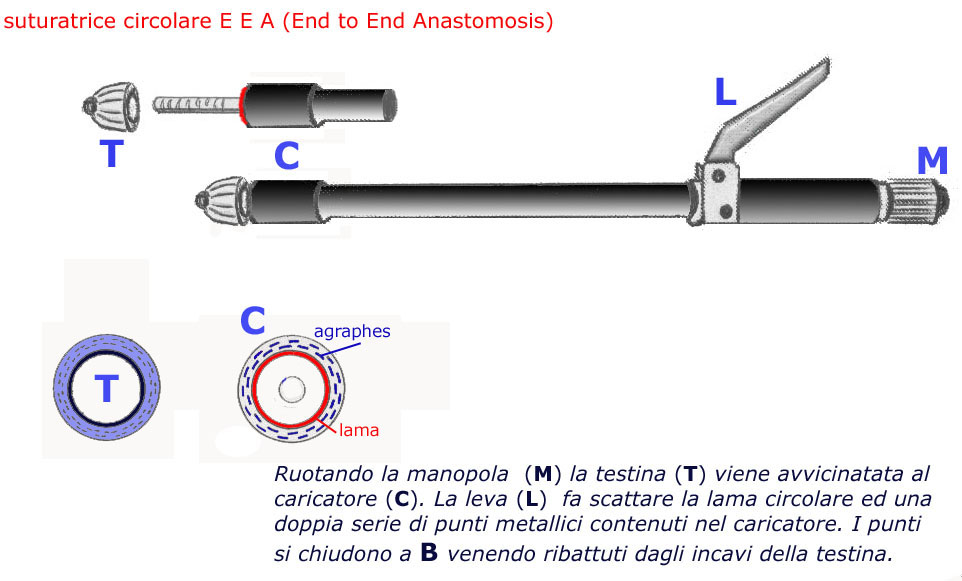
Stapler di I generazione

- una lunga asta cilindrica rettilinea (nei modelli successivi anche curva) cava che ad un'estremità presenta
- un'impugnatura dotata di leva (con sicura) che fa scattare il meccanismo di sezione e sutura contenuto nel
- caricatore posto all'altra estremità dell'asta e che contiene una lama tagliente e le agrafes poste in due file circolari
- una testina, collegata al caricatore da un perno, che sulla superficie rivolta verso il caricatore contiene degli incavi nei quali le agrafes (a forma di C) vengono ribattute chiudendosi (a forma di B).
- una manopola posta all'inizio dell'asta e che ruotata consente di avvicinare progressivamente la testina al caricatore.

Una volta spiegata la parte meccanica della EEA è possibile descrivere, in modo molto semplificato, i momenti di un intervento che richiede la confezione di un'anastomosi (fig. 1):
- Isolamento del segmento di intestino malato e che deve essere asportato. Lo stesso viene chiuso, a distanza di sicurezza, con due enterostati morbidi (pinze che schiacciano in modo non traumatico) così da impedire lo spandimento del contenuto intestinale.
- Asportazione del tratto malato chiuso anch'esso da enterostati. Restano quindi i due monconi intestinali da anastomizzare.
- Su quello prossimale viene confezionata una sutura a borsa di tabacco manuale o mediante pinza ASP-50.  Lo stesso si fa sul segmento distale.
- Nel segmento distale, ad alcuni centimetri dal punto sezionato, viene praticata una contro-apertura trasversale sufficiente ad introdurre l'asta della suturatrice contenente il gruppo testina-caricatore chiuso. Lo strumento viene fatto progredire delicatamente fino a quando la testina ed il caricatore non escono dal moncone. A questo punto ruotando la manopola la testina viene allontanata dal caricatore rimanendo collegata ad esso soltanto dal perno. (fig 1) Tempi di un'anastomosi con stapler

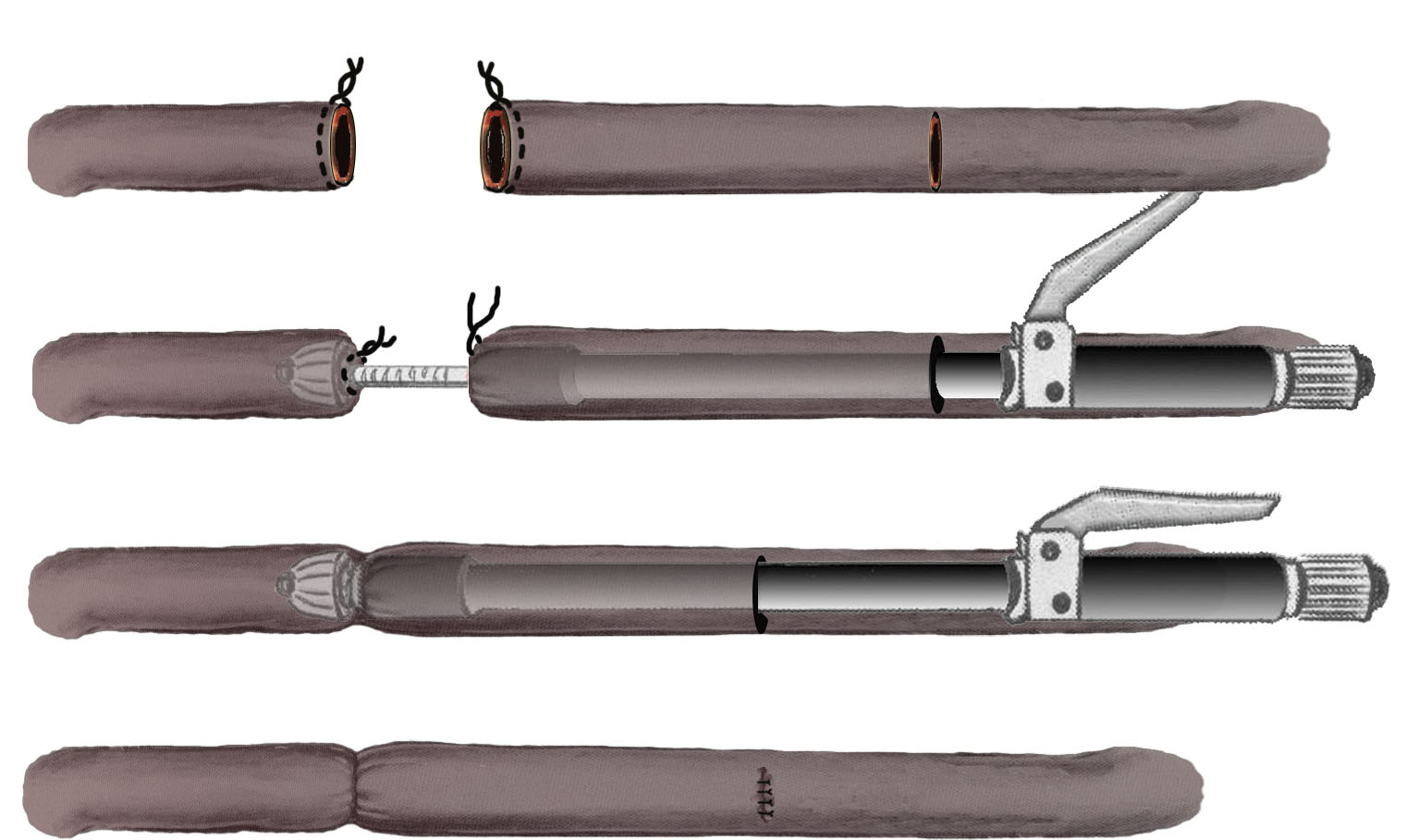
(fig 1) Tempi di un'anastomosi con stapler

- La testina viene introdotta nel moncone prossimale ove rimane incappucciata una volta serrata la borsa di tabacco. Sull'altro segmento la chiusura della borsa serve a incappucciare il caricatore.
- Si procede a una contro-rotazione della manopola così che progressivamente la testina viene avvicinata al caricatore. Ciò comporta che i due monconi intestinali vengono a contatto.
- Ci si accerta che i due segmenti siano stati stretti con la giusta tensione ed in modo da combaciare perfettamente.
- Si toglie la sicura posta sull'impugnatura e con manovra decisa si aziona la leva. Ciò fa scattare la lama e le due file di agrafes circolari che tagliano e suturano contemporaneamente l'intestino serrato attorno al perno. Questa fase è caratterizzata dal rumore dovuto alle varie azioni meccaniche che stanno avvenendo contemporaneamente.
- Si procede ad una nuova controrotazione della manopola che allontana di nuovo la testina dal caricatore e consente l'estrazione delicata della suturatrice attraverso la breccia che era servita ad introdurla.
- Si conclude con la chiusura della breccia che viene suturata in modo da non creare stenosi al viscere.

A questo punto è opportuno procedere a una verifica di qualità della sutura sia osservandola attentamente che esaminando il cilindro di tessuto rimasto attorno al perno e che deve mostrarsi integro. Quando possibile è utile procedere a particolari prove pneumo-idriche che consentono di valutare la tenuta dell'anastomosi. Questo accertamento è necessario nelle anastomosi colo-rettali basse ove è impossibile il controllo visivo. Allo scopo si introduce per via anale una certa quantità di aria o di liquido colorato con coloranti vitali controllando che tra i punti di sutura visibili dall'alto e nelle garze messe all'uopo intorno all'anastomosi non compaiano bollicine d'aria o macchie di colore che segnalerebbero perdite nella tenuta di alcuni punti della sutura.

## Suturatrice GIA: meccanismo ed utilizzo

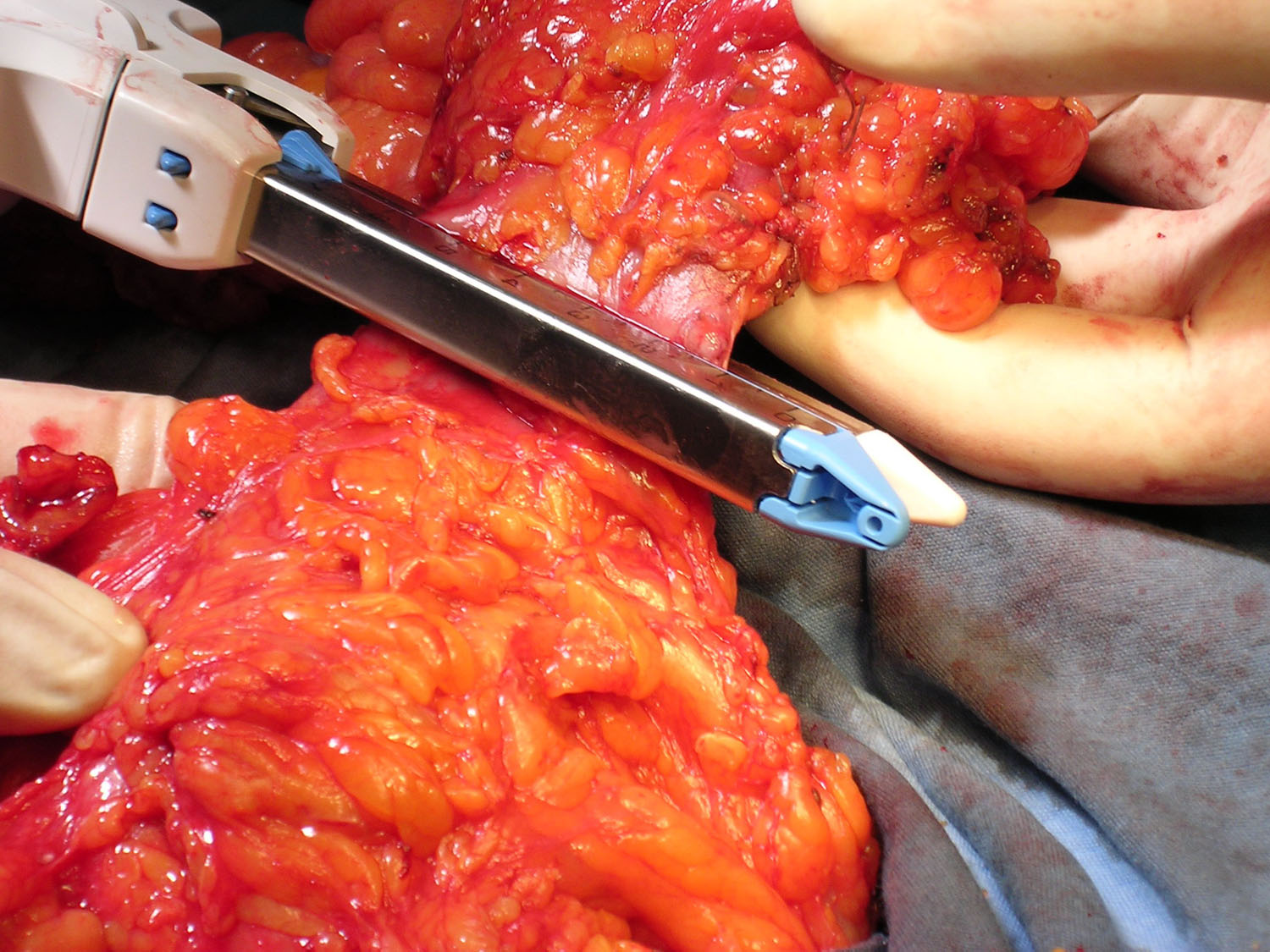
Sezione di un segmento intestinale con GIA

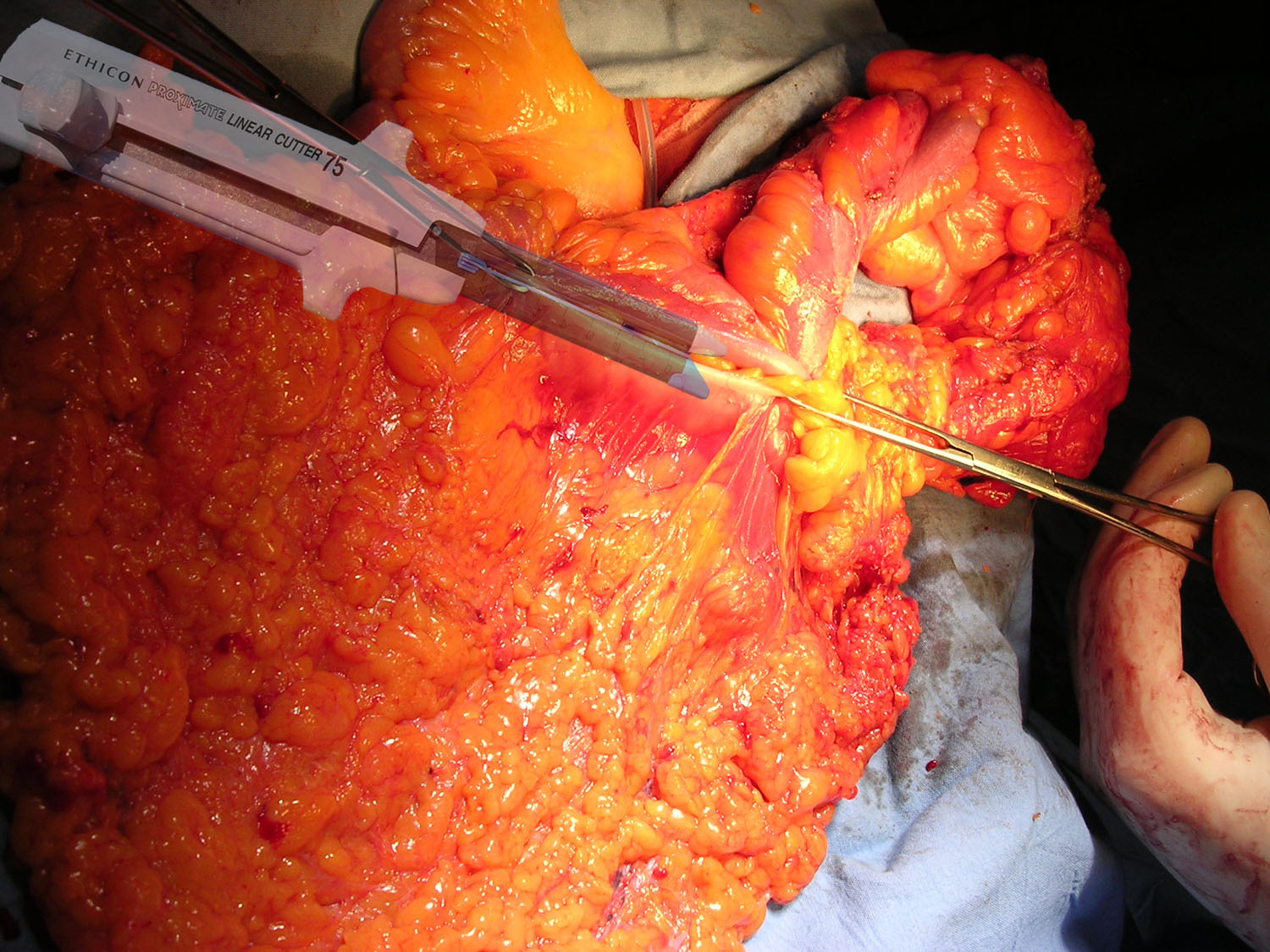
Anastomosi con GIA

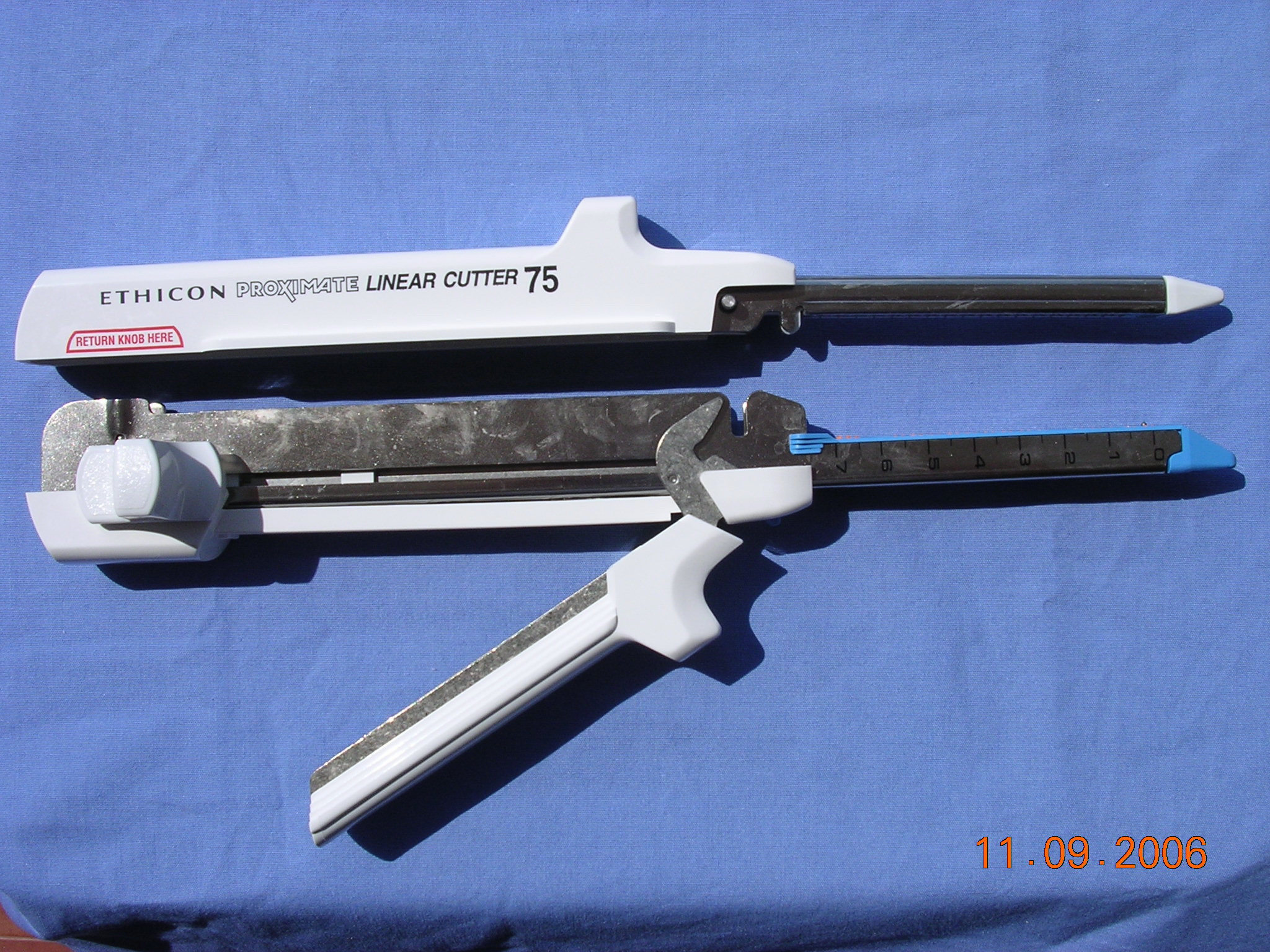
Modello di GIA aperta

La GIA è una suturatrice lineare in grado di tagliare e suturare contemporaneamente. È composta da due branche articolabili che vengono strette sul segmento di intestino da sezionare. Una delle due branche contiene a un'estremità il caricatore (che può essere cambiato anche più volte) con le agrafes e dall'altra parte una lama scorrevole. L'altra branca contiene invece gli incavi in cui si chiuderanno le agrafes e una guida in cui scorrerà la lama.
Una volta articolate le due branche dopo averle strette sull'intestino viene fatto scorrere un cursore che porta avanti la lama tagliente che seziona i tessuti e aziona il meccanismo di chiusura delle agrafes.
Con questo apparecchio è possibile, una volta sezionati i segmenti,  praticare un'anastomosi latero-laterale:
- i monconi vengono posti affiancati l'uno all'altro (in senso iso o aniso peristaltico)
- si praticano due piccole aperture in cui si infila la punta delle due branche che poi vengono serrate
- si aziona il cursore che tagliando e suturando insieme apre una comunicazione tra il lume dei due segmenti
- si estrae l'apparecchio e si verifica la tenuta della sutura e l'emostasi sulla trancia di sezione
- si chiudono i due orifizi praticati (a mano o con una suturatrice TA)